# I Want to Know What Love Is
«I Want to Know What Love Is» (рус. «Я хочу знать, что такое любовь») — песня, записанная британско-американской рок-группой Foreigner в 1984 году.
Песня стала хитом #1 в США и Великобритании, и с тех пор является самым успешным синглом и одним из самых известных и наиболее часто звучащих по радио хитов Foreigner, несколько раз входившим в Топ-25 чарта Billboard Hot Adult Contemporary Recurrents в 2000, 2001 и 2002 годах. Это песня вошла как саундтрек на радиостанции Emotion 98.3 в игре Grand Theft Auto: Vice City Stories. 

## Позиции в чартах
| Чарт (1984/1985)                  | Высшее место |
| --------------------------------- | ------------ |
| Австрия Ö3 Austria Top 40         | 7            |
| Канада Canadian Hot 100           | 57           |
| Нидерланды Dutch Top 40           | 6            |
| Франция SNEP                      | 18           |
| Новая Зеландия RIANZ              | 1            |
| Норвегия VG-lista                 | 1            |
| Швеция Sverigetopplistan          | 1            |
| Швейцария Media Control Charts    | 2            |
| Великобритания UK Singles Chart   | 1            |
| США Billboard Hot 100             | 1            |
| США Hot Adult Contemporary Tracks | 10           |
| США Hot R&B/Hip-Hop Songs         | 40           |

## Версия Мэрайи Кэри
«I Want to Know What Love Is» — кавер-версия песни в исполнении американской певицы Мэрайи Кэри, выпущенная в качестве второго сингла с альбома Memoirs of an Imperfect Angel. Продюсерами сингла являются Мэрайя Кэри, Трики Стюарт и Джеймс Райт. Мик Джонс, автор песни, говорил о версии Мэрайи: «Мне кажется, ей действительно удалось сохранить целостность песни. Вы знаете, аранжировка очень похожа на оригинал. Продюсеры не испортили песню. Мэрайя сумела захватить нужную эмоцию и раскрыть её через чувства».

### Выступления и продвижение
- 11 и 12 сентября 2009 года — Мэрайя впервые выступила с песней «I Want to Know What Love Is» в своем промоконцерте Live At the Pearl.[8]
- 18 сентября певица исполнила песню в живую на ток-шоу The Oprah Winfrey Show[9].
- 28 сентября Мэрайя Кэри приняла участие в записи своего выступления на телешоу The View. 2 октября отснятый эпизод вышел в трансляцию, и певица в живую исполнила песню в программе The Today Show.
- 5 октября Мэрайя Кэри выступила на концерте для избранных победителей кинофестиваля Трайбека в театре P.C. Richard Theater города Нью-Йорка, где она спела «Obsessed», «H.A.T.E.U.», «I Want to Know What Love Is», «Always Be My Baby» и «We Belong Together».[10]
- 14 ноября певица появилась на телевизионной передаче Mariah Carey: T4 Special в Великобритании, где дала интервью[11], а также участвовала в записи своего выступления с песней «I Want to Know What Love Is», которое вышло в трансляцию 22 ноября на The X Factor[12].
- 19 ноября 2009 года у Мэрайи взяли интервью в программе Алана Карра Chatty Man, в этот же день певица зажгла рождественские огни в крупнейшем торговом центре Лондона — Westfield[13]. Через некоторое время она дала интервью журналистке Lorraine Kelly национального телевидения Великобритании GMTV, исполнила свой второй сингл «I Want to Know What Love Is»[14] и через неделю повторила выступление на ежедневном развлекательном шоу This Morning.

### Список композиций
Digital Download
1. «I Want to Know What Love Is» (Album Version) — 3:26

UK Digital Single
1. «I Want to Know What Love Is» (Album Version) — 3:26
2. «I Want to Know What Love Is» (Moto Blanco Club Edit) — 3:25
3. «I Want to Know What Love Is» (Chew Fu Radio Fix) — 3:51

European CD single
1. «I Want to Know What Love Is» — 3:39
2. «Obsessed» (Cahill club edit) — 6:21

### Чарты
| Чарт (2009)                                 | Место |
| ------------------------------------------- | ----- |
| Австралия (ARIA)                            | 45    |
| Австрия (Ö3 Austria Top 40)                 | 40    |
| Бельгия (Ultratop)                          | 14    |
| Бразилия Hot 100 Airplay (Billboard Brasil) | 1     |
| Канада (Canadian Hot 100)                   | 57    |
| Дания (IFPI)                                | 14    |
| Европа (European Hot 100 Singles)           | 16    |
| Франция (SNEP)                              | 6     |
| Германия (Media Control AG)                 | 37    |
| Венгрия (Rádiós Top 40)                     | 6     |
| Ирландия (IRMA)                             | 41    |

| Страна (2008)                         | Место |
| ------------------------------------- | ----- |
| Япония (Japan Hot 100)                | 3     |
| Словакия (IFPI)                       | 84    |
| Испания (PROMUSICAE)                  | 41    |
| Швеция (Sverigetopplistan)            | 20    |
| Швейцария (Media Control AG)          | 25    |
| Великобритания (UK Singles Chart)     | 19    |
| США Billboard Adult Contemporary      | 10    |
| США Billboard (Hot Dance Club Songs)  | 2     |
| США Billboard (Hot R&B/Hip-Hop Songs) | 40    |
| США (Billboard Hot 100)               | 60    |

### Хронология выпуска
| Страна            | Дата             | Формат                         | Лейбл           |
| ----------------- | ---------------- | ------------------------------ | --------------- |
| Соединённые Штаты | 15 сентября 2009 | Digital download               | Island Records  |
| Норвегия          | 1 сентября 2009  | Digital download               | Universal Music |
| Норвегия          | 20 октября 2009  | The remixes (Digital download) | Universal Music |
| Корея             | 21 октября 2009  | CD-сингл                       | Universal Music |
| Великобритания    | 22 ноября 2009   | Digital download               | Mercury Records |
| Франция           | 30 ноября 2009   | CD-сингл                       | Universal Music |
| Германия          | 4 декабря 2009   | CD-сингл                       | Universal Music |